# Страсберг (Виргиния)
Страсберг  (англ. Strasburg) — город в округе Шенандоа в штате Виргиния США. По данным переписи 2020 года, численность населения составляла 7083 человека.

## Население
| 2010 | 2020  |
| ---- | ----- |
| 6398 | ↗7083 |